# Castelvetere in Val Fortore
Castelvetere in Val Fortore ist eine italienische Gemeinde in der Region Kampanien in der Provinz Benevento mit 962 Einwohnern (Stand 31. Dezember 2023). Sie ist Mitglied der Bergkommune Comunità Montana del Fortore und etwa 90 km nordöstlich von Neapel und etwa 35 km nordöstlich von Benevento entfernt.
Castelvetere in Val Fortore grenzt an Baselice, Colle Sannita, Riccia, San Bartolomeo in Galdo und Tufara.